# Dededo
Dededo (chamorro: Dededu) är en ort och en village (administrativ enhet) i Guam (USA). Den ligger i den norra delen av Guam, 11 km öster om huvudstaden Hagåtña. Antalet invånare är 44 943. Arean är 79 kvadratkilometer. Terrängen i Dededo är huvudsakligen platt.
Följande finns i Dededo:
- Haputo Beach (en strand)
- Tanguisson Beach (en strand)
- Uruno Beach (en strand)
- Mount Machanao (en kulle)
- South Finegayan Latte Stone Park (en fornlämning)